# Wayne Yearwood
Wayne Yearwood (Montréal, 22 settembre 1964) è un ex cestista e allenatore di pallacanestro canadese.

## Carriera
Con il Canada ha disputato i Giochi olimpici di Seul 1988 e tre edizioni dei Campionati americani (1988, 1995, 1997).